# 헬무트 플레스너
헬무트 플레스너(Helmuth Plessner, 1892년 9월 4일 비스바덴 – 1985년 6월 12일 괴팅겐)는 독일의 철학자이자 사회학자이며, "철학적 인간학"의 주요 옹호자였다.

## 삶과 경력
플레스너는 1910년에서 1920년 사이에 독일에서 여러 곳을 옮겨 다니며 교육을 받았다. 그는 프리트부르크에서 의학을 공부하기 시작했으며, 이후 하이델베르크에서 동물학 및 철학으로 전공을 바꿨다. 괴팅겐에서는 후설과 함께 현상학을 공부했으며, 마침내 막스 셸러의 지도 아래 "하빌리타치온슈리프트"를 작성했다. 플레스너는 1926년부터 1933년까지 쾰른에서 교수직을 맡았으나, 아버지 쪽의 유대계 혈통 때문에 사임해야 했다. 고립된 삶을 살던 플레스너는 처음에는 독일을 떠나 이스탄불로 피신했다. 그는 네덜란드의 프레데릭 야코부스 요하네스 뷔텐데이크의 초청으로 유럽으로 돌아왔다. 그러나 독일이 침공하자 그는 1946년 흐로닝언 대학교에서 철학과 의장직을 제안받을 때까지 숨어 살았다. 1951년, 독일에서 17년의 망명 생활을 마친 플레스너는 괴팅겐에서 사회학 의장으로 돌아왔다.
그는 1953년부터 1959년까지 독일사회학회의 회장을 역임했다.
1959년, 그는 네덜란드 왕립 예술 과학 아카데미의 외국인 회원이 되었다.

## 철학
그의 철학적 인간학의 걸작은 "유기적 삶의 단계와 인간"으로, 인간이 살아있는 자연 내에서 '자연적으로 인공적인 존재'이며 심신 이원론의 폐기를 시도한다고 주장한다. 플레스너의 생물학적 틀은 인간의 삶을 식물 및 동물의 삶과 관련하여 개념화하지만, 인간이 동물학이나 진화 심리학만으로는 엄격히 측정될 수 없는 생명 형태를 가진 문화적 동물이 된다는 점을 강조한다.

### 플레스너의 물질(주의적) 아 프리오리
플레스너는 자연의 해석학에 해당하는 철학적 생물학 및 인간학을 발전시켰다. 플레스너에 따르면, 생명은 스스로를 표현하며, 이 표현의 일부는 감각을 가진 생명체의 형태로 나타난다. 인간의 감각을 통해 스스로를 표현함으로써, 그것은 지각의 (물질적) 아 프리오리 구성 요소들을 제공한다(우리가 세상의 경험을 자발적으로 질서화하는 필터로서 선험적 주관성에 의해 생성되는 선험적 범주와 직관에 대한 칸트의 인식론적 관념론을 대체하기 위해). 다시 말해, 우리의 의식을 선험적으로 구성하는 형식적 특성들, 즉 시간, 공간, 인과율, 수, 그리고 실제로 물리학의 법칙과 같은 우리가 사물을 경험하는 조건으로 주어진 것들은 우리가 그것들을 어떻게 개념화하든 간에 우리 자신의 물리적 본성과 우리가 살고 있는 환경의 물리적 본성, 그리고 우리가 이러한 환경에서 성장하고 상호 작용하는 과정을 통해 우리에게 주어진다.

### 자연의 선험적 세 가지 범주와 인간의 의도성의 "이심성"
후설과 셸러로부터, 플레스너는 초월적 자아나 통각의 필요성에서 벗어나 의식의 지향성이라는 아이디어를 채택했고, 대신 환경과 상호 작용하는 유기체의 행동(가장 넓은 의미의 용어)에 기초를 두어, 유기체의 충동이나 성장이 환경과 만나는 지점을 나타내는 경계를 실현하는 것으로 보았다. 이는 의식을 정의하고 동시에 의식을 자연의 물질세계에 기반을 두는 행동과 이해의 범위이다. 식물의 경우, 그들의 자기 표현은 완전히 개방적이다. 그들의 경계는 매우 단순한 형태의 피드백에 의해서만 정의되며, 식물은 환경에 대한 의도적인 선호를 표현할 능력이 없다. 반면에 동물은 자신의 경계를 인식하고 끊임없이 그 경계 안으로 되돌려져, 자신의 경계에 갇힌 폐쇄적인 의도성을 보인다. 이것이 그들의 표현의 한계이다. 마지막으로, 인간은 개방적인 의도성과 폐쇄적인 의도성 사이를 오간다. 우리는 이 경계 자체이지만, 동시에 우리는 이 경계를 가지고 있으며, 인간의 행동, 영향력 및 존재의 이 경계의 한계를 플레스너는 환경적 관계와 결정에 있어서 인간 의도성의 이심성으로 묘사했다. 플레스너에게 우리의 주관성은 자연에 내재된 표현적 선험성, 그리고 우리가 그것을 경험하고 관계 맺는 방식을 통해 이해될 수 있다.

## 비스바덴 헬무트 플레스너 상
비스바덴시는 헬무트 플레스너를 기리기 위해 2014년에 상을 제정했다. 이 상은 플레스너와 관련하여 연구하고 활동해 온 탁월한 과학자와 지식인들을 장려하고 높이 평가하기 위해 수여된다. 이 상은 3년에 한 번 수여되며 20,000유로의 상금이 지급된다. 첫 수상자는 마이클 토마셀로이다.

## 참고 문헌

### 독일어
- Die wissenschaftliche Idee. Ein Entwurf über ihre Form, Heidelberg 1913.
- Vom Anfang als Prinzip der Bildung transzendentaler Wahrheit (Begriff der kritischen Reflexion), Heidelberg 1918.
- Die Einheit der Sinne. Grundlinien einer Ästhesiologie des Geistes, Bonn 1923.
- Grenzen der Gemeinschaft. Eine Kritik des sozialen Radikalismus, Bonn 1924.
- Die Stufen des Organischen und der Mensch. Einleitung in die philosophische Anthropologie, Berlin / Leipzig 1928.
- Macht und menschliche Natur. Ein Versuch zur Anthropologie der geschichtlichen Weltansicht, in: Fachschriften zur Politik und staatsbürgerlichen Erziehung, Nr. 3, hrsg. v. Ernst von Hippel, Berlin 1931.
- Die verspätete Nation. Über die Verführbarkeit bürgerlichen Geistes, Stuttgart 1959 (ursprünglich 1935).
- Lachen und Weinen. Eine Untersuchung nach den Grenzen menschlichen Verhaltens, Arnhem 1941.
- Zur Anthropologie des Schauspielersin: Festschrift für H. J. Pos, Amsterdam 1948, 208-223.
- Das Lächeln, in: Pro regno et sanctuario. Festschrift für G. van der Leeuw, Nijkerk 1950, 365-376.
- Conditio humana, in: Propyläen Weltgeschichte. Eine Universalgeschichte, hrsg. v. Golo Mann / Alfred Heuß, Bd. I: Vorgeschichte – Frühe Hochkulturen, Berlin / Frankfurt a.M. / Wien 1961: Propyläen Verlag, 33-86.
- Die Emanzipation der Macht, in: Von der Macht. Hannoversche Beiträge zur politischen Bildung, Bd. 2, hrsg. von der Niedersächsischen Landeszentrale für politische Bildung. Hannover 1962, 7-25.
- Anthropologie der Sinne, in: Philosophische Anthropologie [1970/A1], 187-251.

### 영어
- The Limits of Community. A. Critique of Social Radicalism, trans. and intro. by Andrew Wallace, New York: Prometheus Books, 1999.
- Laughing and Crying: A Study of the Limits of Human Behaviour, trans. J. S. Churchill and Marjorie Grene, intro. by Marjorie Grene, Evanston: Northwestern University Press, 1970.
- The Social Conditions of Modern Painting, in Erwin W. Straus and Richard M. Griffith (eds.), Aisthesis and Aesthetics: The Fourth Lexington Conference on Pure and Applied Phenomenology, Pittsburgh, 1970: 178-188.
- "A Newton of a Blade of Grass? (and Discussion)", in Marjorie Grene (ed.), Toward a Unity of Knowledge, Psychological Issues, Vol. VI, No. 2, New York, 1969: 135-176.
- "De Homine Abscondito", Social Research 36 (1969): 497-509.
- "On Human Expression", Phenomenology: Pure and Applied: The First Lexington Conference, ed. Erwin Straus, Pittsburgh, 1964: 63-74.
- "On the Relation of Time to Death",  Man and Time: Papers from the Eranos Yearbooks, ed. Joseph Campbell, Princeton, 1957: 233-263.
- The Levels of Organic Life and the Human: Introduction to Philosophical Anthropology, New York: Fordham University Press, 2019.
- Philosophical Anthropology, trans. Nils F. Schott, intro. Heike Delitz and Robert Seyfert, Evanston: Northwestern University Press, 2018.